# 리폼드대학교
리폼드대학교(Reformed University)는 미국 조지아주 애틀란타(로렌스빌)에 위치하며 교육의 중심이 되는 신학부는 개혁주의 신학을 지향하는 목회자를 양성하는 목표를 두고 있다. 리폼드대학교는 조지아주 교육부로부터 종합대학으로 인가 받았으며 2016년 11월에 TRACS (Transnational Association of Christian Colleges and Schools)의 Commission의 결정에 따라 정회원이 되었다. 
웹사이트: www.runiv.edu

## 역사
- 1992년 설립자 박재식 총장을 중심으로 리폼드 신학교 설립
- 2010년 조지아주 로부터 Seminary(신학대학교)로 인가 취득
- 2014년 조지아주 로부터 University(종합대학교)로 인가취득
- 2015년 4월 TRACS 준회원인가 - (TRACS는 미연방교육부가 공인하는 대학인준협의회의 일종)
- 2016년 11월 TRACS 정회원인가
- 2018년 10월 대한민국 제주도 Teaching Site 인가
- 2019년 11월 온라인(Distance Education) 전과정 승인